# وی۱۴۷۲ عقاب
وی۱۴۷۲ عقاب یک ستاره است که در صورت فلکی عقاب قرار دارد.